# Hendrik II van Hessen
Hendrik II van Hessen bijgenaamd de IJzeren (circa 1299 - 3 juni 1376) was 1328 tot 1376 landgraaf van Hessen. Hij behoorde tot het huis Hessen.

## Levensloop
Hendrik II was de oudste zoon van landgraaf Otto I van Hessen en Adelheid van Ravensberg. 
Na de dood van zijn vader in 1328 erfde hij het landgraafschap Hessen. In 1340 stelde hij zijn zoon Otto II aan tot medelandgraaf van Hessen. Omdat Otto II in 1366 nog voor zijn vader kwam te overlijden, stelde hij vervolgens zijn neef Herman II aan tot medelandgraaf. Dat was echter tegen de wens van zijn kleinzoon, hertog Otto I van Brunswijk-Göttingen, en het kwam tot oorlog. Om de kosten in het conflict met Brunswijk te bekostigen, voerde hij een taks in op alle geïmporteerde goederen.
In 1376 stierf landgraaf Hendrik II van Hessen op de leeftijd van 77 jaar. Hij werd bijgezet in de Elisabethkerk van Marburg.

## Huwelijk en nakomelingen
In 1322 huwde Hendrik met Elisabeth (1306-1368), dochter van markgraaf Frederik I van Meißen. Ze kregen vijf kinderen:
- Otto II (1322-1366), medelandgraaf van Hessen
- Adelheid (1323/1324-1370), huwde in 1341 met koning Casimir III van Polen
- Elisabeth (1329-1390), huwde in 1339 met hertog Ernst van Brunswijk-Göttingen
- Judith, stierf in de kindertijd
- Margaretha, zuster in de Haidau-abdij

## Voorouders
| Voorouders van Otto I van Hessen  | Voorouders van Otto I van Hessen                                      | Voorouders van Otto I van Hessen                                      | Voorouders van Otto I van Hessen                                      | Voorouders van Otto I van Hessen                                      | Voorouders van Otto I van Hessen                                   | Voorouders van Otto I van Hessen                                   | Voorouders van Otto I van Hessen                                           | Voorouders van Otto I van Hessen                                           |
| --------------------------------- | --------------------------------------------------------------------- | --------------------------------------------------------------------- | --------------------------------------------------------------------- | --------------------------------------------------------------------- | ------------------------------------------------------------------ | ------------------------------------------------------------------ | -------------------------------------------------------------------------- | -------------------------------------------------------------------------- |
| Overgrootouders                   | Hendrik II van Brabant (1207-1248) ∞ Sofia van Thüringen (1224-1275)  | Hendrik II van Brabant (1207-1248) ∞ Sofia van Thüringen (1224-1275)  | Otto het Kind (1204-1252) ∞ 1228 Machteld van Brandenburg (1210-1261) | Otto het Kind (1204-1252) ∞ 1228 Machteld van Brandenburg (1210-1261) | Lodewijk van Ravensberg (-1249) ∞ Adelheid van Dassel (–1263)      | Lodewijk van Ravensberg (-1249) ∞ Adelheid van Dassel (–1263)      | Bernhard III van Lippe (1194-1265) ∞ Sofie van Cuijck-Arnsberg (1210-1245) | Bernhard III van Lippe (1194-1265) ∞ Sofie van Cuijck-Arnsberg (1210-1245) |
| Grootouders                       | Hendrik I van Hessen (1244-1308) ∞ Adelheid van Brunswijk (1244-1274) | Hendrik I van Hessen (1244-1308) ∞ Adelheid van Brunswijk (1244-1274) | Hendrik I van Hessen (1244-1308) ∞ Adelheid van Brunswijk (1244-1274) | Hendrik I van Hessen (1244-1308) ∞ Adelheid van Brunswijk (1244-1274) | Otto III van Ravensberg (1246-1305) ∞ Hedwig van Lippe (1238-1315) | Otto III van Ravensberg (1246-1305) ∞ Hedwig van Lippe (1238-1315) | Otto III van Ravensberg (1246-1305) ∞ Hedwig van Lippe (1238-1315)         | Otto III van Ravensberg (1246-1305) ∞ Hedwig van Lippe (1238-1315)         |
| Ouders                            | Otto I van Hessen (1272-1338) ∞ Adelheid van Ravensberg (-1339)       | Otto I van Hessen (1272-1338) ∞ Adelheid van Ravensberg (-1339)       | Otto I van Hessen (1272-1338) ∞ Adelheid van Ravensberg (-1339)       | Otto I van Hessen (1272-1338) ∞ Adelheid van Ravensberg (-1339)       | Otto I van Hessen (1272-1338) ∞ Adelheid van Ravensberg (-1339)    | Otto I van Hessen (1272-1338) ∞ Adelheid van Ravensberg (-1339)    | Otto I van Hessen (1272-1338) ∞ Adelheid van Ravensberg (-1339)            | Otto I van Hessen (1272-1338) ∞ Adelheid van Ravensberg (-1339)            |
| Hendrik II van Hessen (1299-1376) |                                                                       |                                                                       |                                                                       |                                                                       |                                                                    |                                                                    |                                                                            |                                                                            |